# Wolfgang Schütte
Wolfgang Schütte (* 24. Januar 1974 in Spelle) ist ein ehemaliger deutscher Fußballspieler und heutiger -trainer.

## Sportliche Laufbahn
Schütte begann seine sportliche Laufbahn beim SC Spelle-Venhaus. Als A-Jugendlicher wechselte er zum VfL Osnabrück und rückte später in die 1. Mannschaft auf, die in der Oberliga Nord und ab 1994 in der Regionalliga Nord antrat. Er wurde schnell zum Stammspieler und wechselte 1996 zum Ligakonkurrenten in der Regionalliga Nord, VfL Herzlake.
Nach zwei Spielzeiten wechselte er zurück nach Osnabrück, wo er bis 2006 spielte und zweimal in die 2. Bundesliga aufstieg (2000 und 2003). Der VfL stieg allerdings jeweils im ersten Zweitligajahr direkt wieder ab. Von 2006 bis Dezember 2007 war er für den SV Meppen in der Oberliga Nord aktiv.
Im Januar 2008 erfolgte der Wechsel zu seinem Ursprungsverein SC Spelle-Venhaus, wo er als Spieler, Co-Trainer und vertretungsweise als Trainer fungierte. Im Sommer 2010 verließ er die Mannschaft. Im Januar 2011 kehrte er zurück und wurde Trainer des Landesliga-Teams.
Seit 10. September 2015 ist er Co-Trainer von Joe Enochs beim VfL Osnabrück.

## Berufliche Laufbahn
Seit 2004 arbeitet Schütte als selbständiger Finanzberater in Spelle.

## Statistik
| Liga              | Spiele (Tore) |
| ----------------- | ------------- |
| 2. Bundesliga     | 037 0(6)      |
| Regionalliga Nord | 297 (16)      |

Hinzu kommen Spiele in der Oberliga Nord.